# نیکو کرانچار
نیکو کرانچار (کرواتی: Niko Kranjčar زادهٔ ۱۳ اوت ۱۹۸۴) یک بازیکن فوتبال اهل کرواسی است. او فرزند زلاتکو کرانچار است و تاکنون در تیمهای دینامو زاگرب، هایدوک اسپلیت، بورنموث و تاتنهام بازی کرده‌است و ۸۱ بازی ملی هم برای تیم ملی فوتبال کرواسی انجام داده‌است.